# Boom (utwór Major Lazer)
„Boom” – utwór Major Lazer i MOTi pochodzący wydanej 27 listopada 2015 roku rozszerzonej wersji trzeciego albumu studyjnego Major Lazer pt. Peace is the Mission Extended. W utworze gościnnie wystąpili Ty Dolla Sign, Wizkid oraz Kranium. Utwór notowany był w czołówce list przebojów w Danii i Norwegii.

## Notowania na listach przebojów
| Lista                                      | Najwyższa pozycja |
| ------------------------------------------ | ----------------- |
| Dania (Track Top-40)                       | 17                |
| Niemcy (Top 100 Singles)                   | 95                |
| Norwegia (Top 20 Singles)                  | 10                |
| Szwecja (Top 60 Singles)                   | 70                |
| Stany Zjednoczone (Dance/Electronic Songs) | 27                |